# مادي أوريلي
مادي أوريلي (بالإنجليزية: Maddy O'Reilly)‏ ولدت في 3 مايو 1990. هي ممثلة إباحية أمريكية.

## حياتها
ذكرت أوريلي أن أصل عائلتها الحقيقي من أصل ألماني و «القليل» من أصل أيرلندي. و إنها كانت مدمنة على الجنس عندما كانت مراهقة وهذه هيا أحد الأسباب التي دفعتها لممارسة الجنس و التمثيل وشاركت في العديد من المقاطع وقامت بأدوار مختلفة.

## روابط خارجية
- مادي أوريلي على موقع IMDb (الإنجليزية)
- مادي أوريلي على موقع قاعدة بيانات الفيلم (الإنجليزية)
- مادي أوريلي على موقع كينوبويسك (الروسية)